# Higashi-ku (Nagoya)
Higashi (東区 Higashi-ku?) es un barrio de la ciudad de Nagoya, en la prefectura de Aichi, Japón. En octubre de 2019 tenía una población estimada de 82.939 habitantes y una densidad de población de 10.757 personas por km². Su área total es de 7,71 km².

## Demografía
Según los datos del censo japonés, esta es la población de Higashi en los últimos años.
| 1995   | 2000   | 2005   | 2010   | 2015   |
| ------ | ------ | ------ | ------ | ------ |
| 66.096 | 65.791 | 68.485 | 73.272 | 78.043 |